# Sabina-Francesca Foișor
Sabina-Francesca Foișor (n. 30 august 1989, Timișoara, România) este o jucătoare de șah română-americană, deținătoare a titlului de mare maestru la șah feminin. A concurat la Campionatele mondiale de șah feminin în 2008 și 2017, iar în 2017 a câștigat Campionatul feminin de șah din SUA.

## Date biografice
Părinții ei, Cristina-Adela Foișor și Ovidiu-Doru Foișor, au fost amândoi maeștri internaționali la șah și multipli campioni medaliați la șah ai României. Sora ei mai tânără, Mihaela-Veronica Foișor, este și ea jucătoare de șah, deținătoare a titlului de Maestru Internațional (feminin). Sabina s-a stabilit în SUA în 2008, când a început studiile la Universitatea din Maryland, Baltimore.

## Cariera în șah
Foișor a obținut patru medalii la Campionatele europene de șah pentru tineret, la diferite categorii de vârstă: medalia de aur în 1996, medalia de argint în 2004 și două medalii de bronz în 2003 și 2007. A reprezentat România la Campionatul European pentru fete pe echipe în 2004 și 2007, unde a obținut trei medalii: două de aur (la individual în 2004 și pe echipe în 2007) și una de bronz (la individual în 2007).
A primit titlul de maestru internațional la șah feminin în 2005 și titlul de mare maestru la șah feminin în 2007. Performanțele ei la turneul de șah feminin de la Atena din 2006 și la Campionatul European de șah feminin individual din Dresda din 2007 au acumulat criteriile necesare pentru a-i fi acordat titlul de Mare maestru la șah în 2007.
În urma rezultatelor obținute la Campionatul European de șah feminin din 2007, s-a calificat la Campionatul Mondial de șah feminin din 2008, organizat la Nalchik, Rusia. În meciul din prima rundă împotriva campioanei poloneze Monika Soćko, a ajuns la o confruntare de tip armageddon, un format controversat în șah, considerat de unii experți în domeniu un criteriu injust de departajare. Foișor a reușit să ajungă la remiză cu fiecare jucător, doar cu regele și un cal pe tabla de șah. Deși depășise timpul, arbitrul a considerat meciul încheiat în favoarea ei. Soćko  a făcut apel la această decizie, motivând că ceea ce contează în șah este să se afle dacă există posibilitatea de șah mat într-o anumită situație, nu să se forțeze acest rezultat. Soćko a câștigat apelul și a avansat în runda următoare, iar Foișor a fost astfel eliminată din campionatul respectiv.
În 2007 a ajuns la remiză pentru primul loc cu mama ei, Cristina-Adela Foișor, la Villard-de-Lans, în Franța. La fel și în 2008, a ajuns din nou la remiză la turneul Liege Master din Boncelles, Belgia.
În 2008, Foișor s-a transferat de la Federația Română de Șah pentru a reprezenta SUA. Începând cu anul 2010, a reprezentat SUA la Olimpiadele de șah feminin (2010, 2012, 2014, 2016, 2018) și la Campionatele Mondiale de șah feminin pe echipe (2013, 2015, 2017, 2019). În 2017, Foișor a câștigat Campionatul de șah feminin din SUA, organizat în St. Louis, Missouri.